# Braj Bhasha jezik
Braj Bhasha jezik (ISO 639-3: bra; ostali naziviza njega su antarbedi, antarvedi, bijbhasha, braj, braj bhakha, bri, brij bhasha, briju, bruj), zapadnohindski neklasificirani jezik kojim govori oko 44 000 ljudi (1997) u Uttar Pradeshu, regija Agra; Rajasthanu, distrikti Bharatpur, Sawai Madhopur; Haryana, distrikt Gurgaon; Biharu; Madhya Pradeshu Delhiju.
Ima više dijalekata: braj bhasha, antarbedi, bhuksa, sikarwari, jadobafi, dangi. Pismo devanagari.

## Vanjske poveznice
- Ethnologue (14th)
- Ethnologue (15th)